# Запорожский городской совет
Запорожский городской совет (укр. Запорізька міська рада) — входит в состав Запорожской области Украины.
Административный центр городского совета находится в г. Запорожье.

## Населённые пункты совета
- г. Запорожье

## Ликвидированные населённые пункты совета
- пгт Тепличное